# Zona mesopelágica

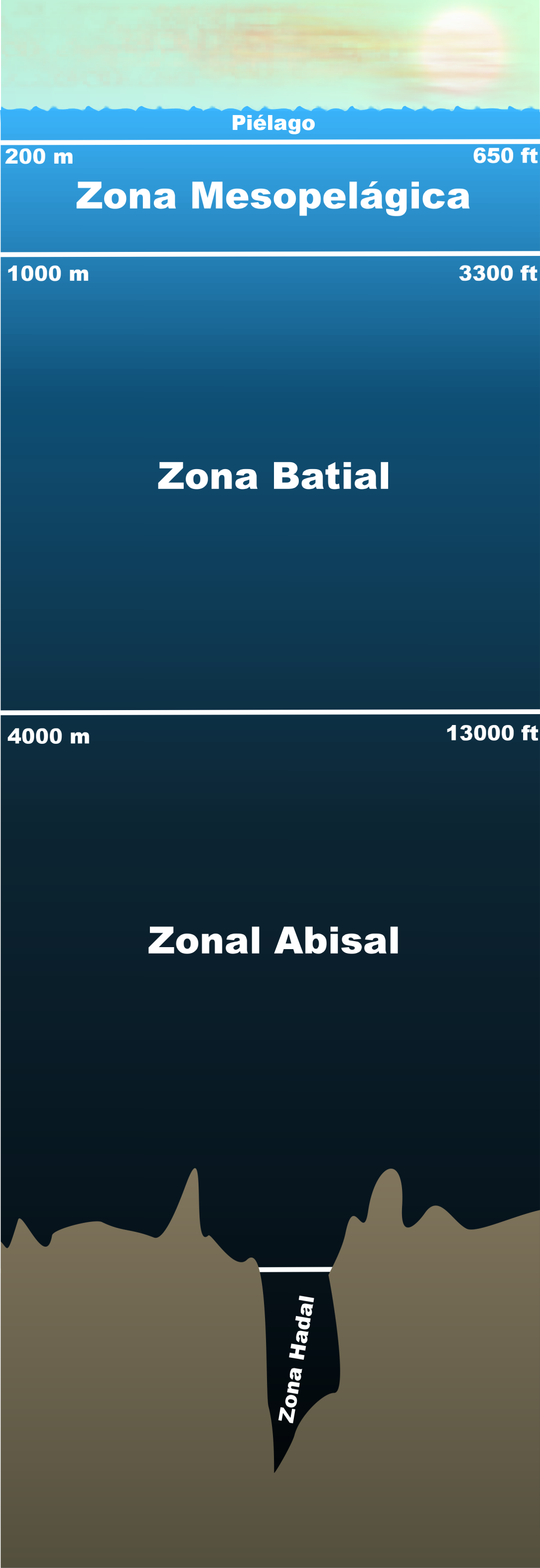
Diagrama de los niveles de la zona pelágica.

Se denomina zona mesopelágica a uno de los niveles en los que está dividido el océano según su profundidad. En oceanografía identifica a las aguas marinas situadas entre 200 y 1000 metros de profundidad, por debajo de la zona epipelágica y por encima de la batipelágica. Esta región se caracteriza porque penetra algo de luz solar, aunque insuficiente para la fotosíntesis. 
En biología marina este término hace referencia a la descripción de un tipo determinado de ambiente de hábitat natural de especies de plantas y animales marinos que nadan libremente y que viven o se alimentan en aguas abiertas a dichas profundidades.